# Laggan View
Laggan View ist ein Wohngebäude in der schottischen Stadt Port Charlotte auf der Hebrideninsel Islay. Das Gebäude steht auf der Westseite der Main Street am Südende der Stadt. Seit 1971 war es als Teil eines Ensembles zusammen mit dem benachbarten Main Street Cottage in die schottischen Denkmallisten in der Kategorie B gelistet. Im Jahre 2006 wurde dann die Einstufung geändert und Laggan View als Einzeldenkmal in der Kategorie C eingetragen.

## Beschreibung
Der exakte Entstehungszeitpunkt von Laggan View ist nicht überliefert, weshalb nur das frühe 19. Jahrhundert als Bauzeitraum angegeben werden kann. Laggan View liegt direkt an der Straße und wurde in traditioneller Bauweise errichtet. Das längliche Grundstück endet etwa 50 m in westlicher Richtung und schließt mit einer Mauer an der Parallelstraße ab. Die Eingangstür befindet sich straßenseitig mittig in einem kleinen Vorbau. Dieser tritt zentral aus der Vorderfront hervor, verfügt seitlich über zwei Fenster und schließt mit einem Satteldach ab. Er ist symmetrisch von fünf Fenstern umgeben. Auf dem Obergeschoss sitzt ein schiefergedecktes Satteldach auf. Die Giebelfronten sind in der traditionellen Harling-Technik verputzt. Die gegenüberliegende Straßenseite der Main Street ist unbebaut, sodass von Laggan View aus die Meeresbucht Loch Indaal überblickt werden kann. Am gegenüberliegenden Ufer mündet der Laggan in die Nebenbucht Laggan Bay, woher sich der Name Laggan View (Laggan-Blick) ableitet.